# Paphia paniensis
Paphia paniensis är en ljungväxtart som beskrevs av Stephanus Venter och Munzinger. Paphia paniensis ingår i släktet Paphia och familjen ljungväxter. Inga underarter finns listade i Catalogue of Life.